# Surcouf (Comic)
Surcouf ist ein von Jean-Michel Charlier und Victor Hubinon geschaffener frankobelgischer Comic. 
Die realistisch gezeichnete Biografie über den Freibeuter Robert Surcouf erschien als Surcouf, roi des corsaires von November 1949 bis Juni 1952 in Spirou. Um ein wirklichkeitsgetreues Bild zu erhalten, begaben sich beide Autoren in die Bretagne, um eine direkte Nachfahrin des Korsaren zu treffen.
Dupuis gab das Einzelwerk zwischen 1951 und 1953 als Dreiteiler mit den Titeln Roi des corsaires, Corsaire de France  und Terreur des mers heraus. Eine Neuauflage folgte danach in L’Histoire en bandes dessinées und als Gesamtausgabe in Figures de proue.